# Free HK交通燈

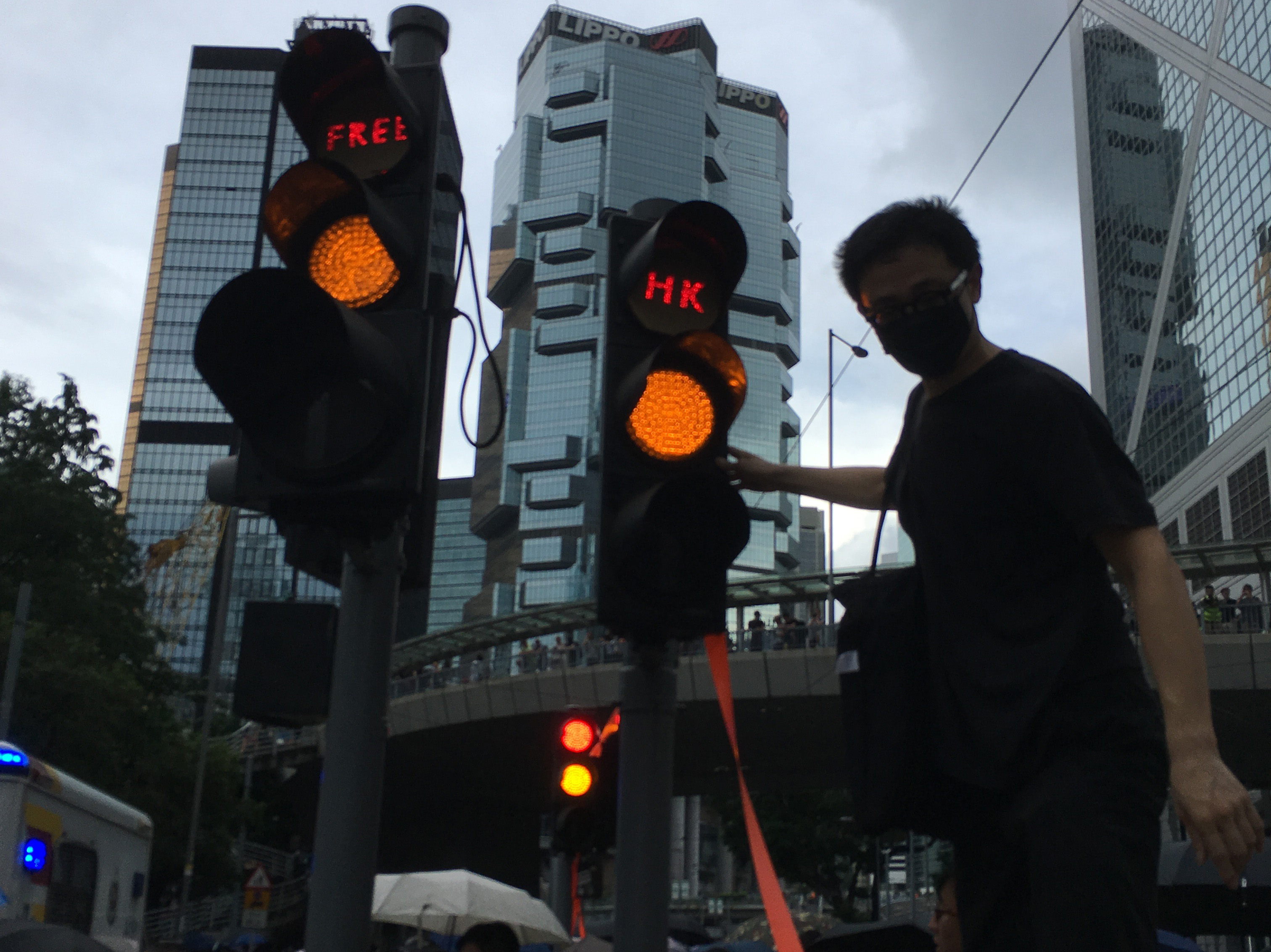
2019年香港反送中運動期間的FREE HK 交通燈

「Free HK交通燈」（英語：'Free HK' Traffic Lights，別名「Free HK紅綠燈」），是2019年香港反對逃犯條例修訂草案運動期間，市民嘗試美化交通燈，令交通燈呈現「Free HK」字眼。其中，9月2日香港大罷工期間，特首辦與解放軍駐港總部門前的Free HK交通燈由美聯社、路透社等媒體拍攝，圖片廣為流傳。

## 製作
在交通燈上，以剪裁好的紙皮覆蓋燈號，便出現「Free HK」的字樣。

## Free HK 來源
Free HK 是 Free Hong Kong 的縮寫，是香港反送中運動中的一句口號。2019年6月二十國集團峰會（G20）前，香港民陣在中環愛丁堡廣場舉辦集會，口號是Free Hong Kong, Democracy Now，此外「光復香港，時代革命」的英文翻譯之一為 Free Hong Kong, revolution now.不同國家和地區，都有用Free Hong Kong的口號或標語，支持香港。

## 使用
2019年8月31日香港半山區、中環中銀大廈前等地，2019年9月2日香港金鐘特首辦門前。

## 影響
Free HK 交通燈，通過美、想像力在網絡上傳播，向世界展示香港人的創意與智慧，對自由的熱愛與信念。以獲得全球輿論支持。